# Jozef Hraška
Jozef Hraška (* 6. června 1966) je bývalý slovenský fotbalista.

## Fotbalová kariéra
V československé lize hrál za TJ Slovan Bratislava CHZJD. Nastoupil ve 3 ligových utkáních.

## Ligová bilance
| Ročník                                   | Zápasy | Góly | Klub                       |
| ---------------------------------------- | ------ | ---- | -------------------------- |
| 1. československá fotbalová liga 1988/89 | 3      | 0    | TJ Slovan Bratislava CHZJD |
| CELKEM                                   | 3      | 0    |                            |